# Liga das Nações de Voleibol Masculino de 2021
A Liga das Nações de Voleibol Masculino de 2021 foi a terceira edição deste torneio anual promovido pela Federação Internacional de Voleibol (FIVB). 
A fase final estava prevista para acontecer nos Estados Unidos em 2020, mas foi cancelada devido ao conflito de datas com o feriado de Dia da Independência. Turim, na Itália foi designada como a nova sede das finais, que acabaram não ocorrendo por conta da pandemia de COVID-19. A competição retornou em 2021 no formato de bolha, acontecendo em uma única cidade tanto nas fases preliminares quanto nas finais devido as restrições impostas pela pandemia em diversos países. Em 12 de março de 2021, Rimini, na Itália, foi definida como a nova sede da competição, que pela primeira vez também foi disputada no mesmo lugar que o torneio feminino.
A Rússia era a atual bicampeã do torneio, mas não conseguiu defender o título após não se classificar para as semifinais. Brasil e Polônia fizeram uma final inédita, com a seleção brasileira vencendo por 3 sets a 1 e conquistando seu primeiro título, onze anos depois do título da Liga Mundial de Voleibol de 2010, competição predecessora da Liga das Nações.

## Participantes
Segue-se o quadro com as dezesseis seleções qualificadas para a Liga das Nações, em sua terceira edição.
Com a desistência da China devido as limitações sanitárias causadas pela pandemia de COVID-19, a seleção asiática foi substituída pelos Países Baixos.
| Qualificação         | Qualificados   |
| -------------------- | -------------- |
| Equipes obrigatórias | Alemanha       |
| Equipes obrigatórias | Argentina      |
| Equipes obrigatórias | Brasil         |
| Equipes obrigatórias | Estados Unidos |
| Equipes obrigatórias | França         |
| Equipes obrigatórias | Irã            |
| Equipes obrigatórias | Itália         |
| Equipes obrigatórias | Japão          |
| Equipes obrigatórias | Países Baixos  |
| Equipes obrigatórias | Polônia        |
| Equipes obrigatórias | Rússia         |
| Equipes obrigatórias | Sérvia         |
| Equipes desafiantes  | Austrália      |
| Equipes desafiantes  | Bulgária       |
| Equipes desafiantes  | Canadá         |
| Equipes desafiantes  | Eslovênia      |

## Fórmula de disputa
Fase preliminar
As dezesseis seleções participantes foram divididas em dois pontos de qualificação, sendo estes o das equipes consideradas "principais" (doze) e as "desafiantes" (quatro). Excepcionalmente nessa edição, as seleções se enfrentaram em uma sede única, totalizando três jogos por semana ao longo de cinco semanas. Nessa edição não houve rebaixados devido ao cancelamento da Challenger Cup em 2021.
Fase final
Para essa edição, as quatro melhores colocadas na fase preliminar disputaram o final four em cruzamento olímpico (1º vs. 4º, 2º vs. 3º), no qual as perdedoras das semifinais disputaram o terceiro lugar e as vencedoras jogaram pelo título.

## Calendário
| Fase            | Data           | Local                        | Cidade |
| --------------- | -------------- | ---------------------------- | ------ |
| Primeira semana | 28–30 de maio  | Rimini Fiera – Quadras 1 e 2 | Rimini |
| Segunda semana  | 3–5 de junho   | Rimini Fiera – Quadras 1 e 2 | Rimini |
| Terceira semana | 9–11 de junho  | Rimini Fiera – Quadras 1 e 2 | Rimini |
| Quarta semana   | 15–17 de junho | Rimini Fiera – Quadras 1 e 2 | Rimini |
| Quinta semana   | 21–23 de junho | Rimini Fiera – Quadras 1 e 2 | Rimini |
| Fase final      | 26–27 de junho | Rimini Fiera – Quadra 1      | Rimini |

## Critérios de classificação nos grupos
1. Número de vitórias;
2. Pontos;
3. Razão de sets;
4. Razão de pontos;
5. Resultado da última partida entre os times empatados.

- Placar de 3–0 ou 3–1: 3 pontos para o vencedor, nenhum para o perdedor;
- Placar de 3–2: 2 pontos para o vencedor, 1 para o perdedor.[8]

## Fase preliminar
|  | Equipes classificadas para a fase final |

|     |                |     | Jogos | Jogos | Jogos | Resultados | Resultados | Resultados | Resultados | Resultados | Resultados | Sets | Sets | Sets  | Pontos | Pontos | Pontos |
| Pos | Equipe         | Pts | T     | V     | D     | 3–0        | 3–1        | 3–2        | 2–3        | 1–3        | 0–3        | V    | P    | R     | V      | P      | R      |
| --- | -------------- | --- | ----- | ----- | ----- | ---------- | ---------- | ---------- | ---------- | ---------- | ---------- | ---- | ---- | ----- | ------ | ------ | ------ |
| 1   | Brasil         | 38  | 15    | 13    | 2     | 8          | 4          | 1          | 0          | 0          | 2          | 39   | 12   | 3.250 | 1260   | 1102   | 1.143  |
| 2   | Polônia        | 37  | 15    | 12    | 3     | 10         | 2          | 0          | 1          | 1          | 1          | 39   | 11   | 3.545 | 1200   | 985    | 1.218  |
| 3   | Eslovênia      | 34  | 15    | 12    | 3     | 6          | 3          | 3          | 1          | 2          | 0          | 40   | 18   | 2.222 | 1342   | 1222   | 1.098  |
| 4   | França         | 34  | 15    | 11    | 4     | 4          | 4          | 3          | 4          | 0          | 0          | 41   | 22   | 1.864 | 1472   | 1382   | 1.065  |
| 5   | Rússia         | 34  | 15    | 11    | 4     | 3          | 7          | 1          | 2          | 2          | 0          | 39   | 21   | 1.857 | 1380   | 1293   | 1.067  |
| 6   | Sérvia         | 28  | 15    | 10    | 5     | 1          | 6          | 3          | 1          | 3          | 1          | 35   | 27   | 1.296 | 1419   | 1341   | 1.058  |
| 7   | Estados Unidos | 24  | 15    | 8     | 7     | 6          | 1          | 1          | 1          | 3          | 3          | 29   | 24   | 1.208 | 1239   | 1159   | 1.069  |
| 8   | Canadá         | 21  | 15    | 7     | 8     | 6          | 0          | 1          | 1          | 4          | 3          | 27   | 26   | 1.038 | 1198   | 1170   | 1.024  |
| 9   | Argentina      | 20  | 15    | 7     | 8     | 3          | 3          | 1          | 0          | 2          | 6          | 23   | 29   | 0.793 | 1188   | 1222   | 0.972  |
| 10  | Itália         | 19  | 15    | 7     | 8     | 2          | 1          | 4          | 2          | 3          | 3          | 28   | 33   | 0.848 | 1335   | 1345   | 0.993  |
| 11  | Japão          | 19  | 15    | 7     | 8     | 3          | 1          | 3          | 1          | 2          | 5          | 25   | 31   | 0.806 | 1226   | 1266   | 0.968  |
| 12  | Irã            | 18  | 15    | 5     | 10    | 3          | 2          | 0          | 3          | 4          | 3          | 25   | 32   | 0.781 | 1286   | 1349   | 0.953  |
| 13  | Alemanha       | 14  | 15    | 4     | 11    | 1          | 1          | 2          | 4          | 2          | 5          | 22   | 38   | 0.579 | 1255   | 1360   | 0.923  |
| 14  | Países Baixos  | 11  | 15    | 3     | 12    | 1          | 0          | 2          | 4          | 2          | 6          | 19   | 40   | 0.475 | 1214   | 1354   | 0.897  |
| 15  | Bulgária       | 7   | 15    | 2     | 13    | 1          | 0          | 1          | 2          | 1          | 10         | 11   | 41   | 0.268 | 1037   | 1238   | 0.838  |
| 16  | Austrália      | 2   | 15    | 1     | 14    | 0          | 0          | 1          | 0          | 4          | 10         | 7    | 44   | 0.159 | 980    | 1243   | 0.788  |

- As partidas seguem o horário local (UTC+2).

### Semana 1
| Data   | Hora  |                | Placar |           | Set 1 | Set 2 | Set 3 | Set 4 | Set 5 | Total   | Relatório |
| ------ | ----- | -------------- | ------ | --------- | ----- | ----- | ----- | ----- | ----- | ------- | --------- |
| 28 mai | 10:00 | França         | 3–0    | Bulgária  | 27–25 | 25–21 | 25–23 | –     | –     | 77–69   | Relatório |
| 28 mai | 12:00 | Alemanha       | 3–0    | Austrália | 25–19 | 25–18 | 25–16 | –     | –     | 75–53   | Relatório |
| 28 mai | 13:00 | Japão          | 3–0    | Irã       | 25–19 | 25–22 | 26–24 | –     | –     | 76–65   | Relatório |
| 28 mai | 15:00 | Sérvia         | 3–1    | Eslovênia | 22–25 | 25–18 | 36–34 | 25–18 | –     | 108–95  | Relatório |
| 28 mai | 16:00 | Países Baixos  | 1–3    | Rússia    | 19–25 | 22–25 | 25–18 | 20–25 | –     | 86–93   | Relatório |
| 28 mai | 18:00 | Estados Unidos | 3–0    | Canadá    | 25–17 | 26–24 | 25–20 | –     | –     | 76–61   | Relatório |
| 28 mai | 19:30 | Polônia        | 3–0    | Itália    | 25–19 | 25–20 | 25–18 | –     | –     | 75–57   | Relatório |
| 28 mai | 21:00 | Brasil         | 3–0    | Argentina | 31–29 | 26–24 | 25–16 | –     | –     | 82–69   | Relatório |
| 29 mai | 10:00 | Alemanha       | 2–3    | França    | 25–22 | 22–25 | 25–22 | 16–25 | 15–17 | 103–111 | Relatório |
| 29 mai | 12:00 | Irã            | 1–3    | Rússia    | 17–25 | 25–20 | 20–25 | 17–25 | –     | 79–95   | Relatório |
| 29 mai | 13:15 | Países Baixos  | 2–3    | Japão     | 25–22 | 25–23 | 22–25 | 17–25 | 8–15  | 97–110  | Relatório |
| 29 mai | 15:00 | Austrália      | 0–3    | Bulgária  | 21–25 | 20–25 | 20–25 | –     | –     | 61–75   | Relatório |
| 29 mai | 16:15 | Polônia        | 3–1    | Sérvia    | 26–24 | 25–19 | 21–25 | 25–15 | –     | 97–83   | Relatório |
| 29 mai | 18:00 | Itália         | 0–3    | Eslovênia | 23–25 | 19–25 | 15–25 | –     | –     | 57–75   | Relatório |
| 29 mai | 19:30 | Argentina      | 0–3    | Canadá    | 17–25 | 21–25 | 17–25 | –     | –     | 55–75   | Relatório |
| 29 mai | 21:00 | Estados Unidos | 0–3    | Brasil    | 22–25 | 23–25 | 19–25 | –     | –     | 64–75   | Relatório |
| 30 mai | 10:00 | Austrália      | 1–3    | França    | 26–28 | 25–20 | 14–25 | 23–25 | –     | 88–98   | Relatório |
| 30 mai | 12:00 | Países Baixos  | 0–3    | Irã       | 18–25 | 23–25 | 28–30 | –     | –     | 69–80   | Relatório |
| 30 mai | 13:00 | Alemanha       | 3–2    | Bulgária  | 19–25 | 25–21 | 22–25 | 30–28 | 15–11 | 111–110 | Relatório |
| 30 mai | 15:00 | Rússia         | 2–3    | Japão     | 26–28 | 28–26 | 25–20 | 21–25 | 14–16 | 114–115 | Relatório |
| 30 mai | 16:20 | Estados Unidos | 3–1    | Argentina | 23–25 | 25–21 | 25–15 | 25–19 | –     | 98–80   | Relatório |
| 30 mai | 18:25 | Canadá         | 1–3    | Brasil    | 17–25 | 20–25 | 25–22 | 25–27 | –     | 87–99   | Relatório |
| 30 mai | 19:30 | Polônia        | 1–3    | Eslovênia | 22–25 | 25–23 | 19–25 | 23–25 | –     | 89–98   | Relatório |
| 30 mai | 21:20 | Sérvia         | 3–1    | Itália    | 25–23 | 22–25 | 25–22 | 25–18 | –     | 97–88   | Relatório |

### Semana 2
| Data  | Hora  |                | Placar |                | Set 1 | Set 2 | Set 3 | Set 4 | Set 5 | Total   | Relatório |
| ----- | ----- | -------------- | ------ | -------------- | ----- | ----- | ----- | ----- | ----- | ------- | --------- |
| 3 jun | 10:00 | Alemanha       | 2–3    | Argentina      | 19–25 | 25–23 | 25–17 | 23–25 | 13–15 | 105–105 | Relatório |
| 3 jun | 12:00 | Irã            | 3–1    | Canadá         | 22–25 | 25–22 | 25–22 | 25–22 | –     | 97–91   | Relatório |
| 3 jun | 13:05 | Japão          | 1–3    | Sérvia         | 25–18 | 23–25 | 22–25 | 13–25 | –     | 83–93   | Relatório |
| 3 jun | 15:00 | Brasil         | 0–3    | França         | 37–39 | 18–25 | 28–30 | –     | –     | 83–94   | Relatório |
| 3 jun | 16:00 | Países Baixos  | 0–3    | Eslovênia      | 18–25 | 15–25 | 18–25 | –     | –     | 51–75   | Relatório |
| 3 jun | 18:00 | Austrália      | 0–3    | Polônia        | 16–25 | 10–25 | 12–25 | –     | –     | 38–75   | Relatório |
| 3 jun | 19:30 | Itália         | 3–2    | Bulgária       | 25–19 | 20–25 | 25–13 | 23–25 | 15–12 | 108–94  | Relatório |
| 3 jun | 21:00 | Rússia         | 3–1    | Estados Unidos | 25–22 | 25–19 | 17–25 | 25–19 | –     | 92–85   | Relatório |
| 4 jun | 10:00 | Argentina      | 0–3    | Eslovênia      | 19–25 | 22–25 | 18–25 | –     | –     | 59–75   | Relatório |
| 4 jun | 12:00 | Países Baixos  | 3–2    | Alemanha       | 25–18 | 23–25 | 25–20 | 23–25 | 15–13 | 111–101 | Relatório |
| 4 jun | 13:00 | Brasil         | 3–0    | Japão          | 25–20 | 25–16 | 25–20 | –     | –     | 75–56   | Relatório |
| 4 jun | 15:10 | Sérvia         | 3–2    | França         | 22–25 | 24–26 | 25–22 | 25–23 | 15–9  | 111–105 | Relatório |
| 4 jun | 16:30 | Irã            | 3–1    | Itália         | 26–24 | 29–27 | 21–25 | 25–22 | –     | 101–98  | Relatório |
| 4 jun | 18:15 | Polônia        | 3–0    | Estados Unidos | 25–17 | 28–26 | 25–17 | –     | –     | 78–60   | Relatório |
| 4 jun | 19:35 | Rússia         | 3–0    | Austrália      | 25–19 | 26–24 | 25–21 | –     | –     | 76–64   | Relatório |
| 4 jun | 21:00 | Canadá         | 3–0    | Bulgária       | 28–26 | 25–23 | 25–16 | –     | –     | 78–65   | Relatório |
| 5 jun | 10:00 | Países Baixos  | 0–3    | Argentina      | 19–25 | 20–25 | 23–25 | –     | –     | 62–75   | Relatório |
| 5 jun | 12:00 | Eslovênia      | 1–3    | Alemanha       | 25–19 | 20–25 | 21–25 | 20–25 | –     | 86–94   | Relatório |
| 5 jun | 13:00 | França         | 3–2    | Japão          | 21–25 | 25–22 | 24–26 | 25–21 | 15–11 | 110–105 | Relatório |
| 5 jun | 15:00 | Brasil         | 3–1    | Sérvia         | 23–25 | 25–23 | 25–15 | 25–22 | –     | 98–85   | Relatório |
| 5 jun | 16:20 | Rússia         | 1–3    | Polônia        | 25–21 | 19–25 | 19–25 | 14–25 | –     | 77–96   | Relatório |
| 5 jun | 18:00 | Estados Unidos | 3–0    | Austrália      | 25–23 | 25–20 | 25–17 | –     | –     | 75–60   | Relatório |
| 5 jun | 19:30 | Bulgária       | 0–3    | Irã            | 20–25 | 31–33 | 22–25 | –     | –     | 73–83   | Relatório |
| 5 jun | 21:00 | Canadá         | 2–3    | Itália         | 19–25 | 21–25 | 25–21 | 28–26 | 11–15 | 104–112 | Relatório |

### Semana 3
| Data   | Hora  |                | Placar |                | Set 1 | Set 2 | Set 3 | Set 4 | Set 5 | Total   | Relatório |
| ------ | ----- | -------------- | ------ | -------------- | ----- | ----- | ----- | ----- | ----- | ------- | --------- |
| 9 jun  | 10:00 | Sérvia         | 3–1    | Alemanha       | 19–25 | 25–22 | 25–18 | 25–15 | –     | 94–80   | Relatório |
| 9 jun  | 12:00 | Japão          | 3–1    | Austrália      | 25–18 | 21–25 | 28–26 | 26–24 | –     | 100–93  | Relatório |
| 9 jun  | 13:00 | França         | 3–1    | Rússia         | 22–25 | 25–18 | 30–28 | 25–19 | –     | 102–90  | Relatório |
| 9 jun  | 15:05 | Eslovênia      | 3–0    | Canadá         | 25–22 | 25–19 | 25–22 | –     | –     | 75–63   | Relatório |
| 9 jun  | 16:30 | Argentina      | 0–3    | Itália         | 28–30 | 21–25 | 20–25 | –     | –     | 69–80   | Relatório |
| 9 jun  | 18:00 | Irã            | 3–0    | Estados Unidos | 25–19 | 25–23 | 25–23 | –     | –     | 75–65   | Relatório |
| 9 jun  | 19:30 | Polônia        | 3–0    | Bulgária       | 25–19 | 25–15 | 25–12 | –     | –     | 75–46   | Relatório |
| 9 jun  | 21:00 | Países Baixos  | 0–3    | Brasil         | 19–25 | 22–25 | 25–27 | –     | –     | 66–77   | Relatório |
| 10 jun | 10:00 | Sérvia         | 3–2    | Irã            | 21–25 | 25–15 | 26–28 | 25–22 | 15–8  | 112–98  | Relatório |
| 10 jun | 12:00 | Rússia         | 3–1    | Canadá         | 25–18 | 25–18 | 23–25 | 25–23 | –     | 98–84   | Relatório |
| 10 jun | 13:05 | França         | 2–3    | Eslovênia      | 25–17 | 25–19 | 23–25 | 19–25 | 9–15  | 101–101 | Relatório |
| 10 jun | 15:00 | Argentina      | 3–0    | Austrália      | 25–18 | 25–19 | 25–20 | –     | –     | 75–57   | Relatório |
| 10 jun | 16:00 | Alemanha       | 0–3    | Estados Unidos | 12–25 | 18–25 | 27–29 | –     | –     | 57–79   | Relatório |
| 10 jun | 18:00 | Bulgária       | 0–3    | Brasil         | 16–25 | 22–25 | 12–25 | –     | –     | 50–75   | Relatório |
| 10 jun | 19:30 | Japão          | 3–2    | Itália         | 21–25 | 25–22 | 22–25 | 25–15 | 15–9  | 108–96  | Relatório |
| 10 jun | 21:00 | Polônia        | 3–0    | Países Baixos  | 25–14 | 25–17 | 25–16 | –     | –     | 75–47   | Relatório |
| 11 jun | 10:00 | Irã            | 2–3    | Alemanha       | 25–23 | 20–25 | 19–25 | 25–19 | 13–15 | 102–107 | Relatório |
| 11 jun | 12:00 | Eslovênia      | 3–2    | Rússia         | 19–25 | 25–23 | 22–25 | 25–20 | 15–8  | 106–101 | Relatório |
| 11 jun | 13:00 | Japão          | 1–3    | Argentina      | 32–30 | 16–25 | 18–25 | 21–25 | –     | 87–105  | Relatório |
| 11 jun | 15:20 | Países Baixos  | 2–3    | Bulgária       | 18–25 | 25–18 | 25–17 | 22–25 | 13–15 | 103–100 | Relatório |
| 11 jun | 16:30 | Austrália      | 0–3    | Itália         | 20–25 | 22–25 | 14–25 | –     | –     | 56–75   | Relatório |
| 11 jun | 18:15 | Estados Unidos | 1–3    | Sérvia         | 23–25 | 17–25 | 25–19 | 25–27 | –     | 90–96   | Relatório |
| 11 jun | 19:30 | Canadá         | 1–3    | França         | 25–20 | 21–25 | 22–25 | 17–25 | –     | 85–95   | Relatório |
| 11 jun | 21:05 | Polônia        | 0–3    | Brasil         | 17–25 | 26–28 | 19–25 | –     | –     | 62–78   | Relatório |

### Semana 4
| Data   | Hora  |                | Placar |                | Set 1 | Set 2 | Set 3 | Set 4 | Set 5 | Total   | Relatório |
| ------ | ----- | -------------- | ------ | -------------- | ----- | ----- | ----- | ----- | ----- | ------- | --------- |
| 15 jun | 10:00 | Rússia         | 3–1    | Sérvia         | 25–23 | 25–22 | 22–25 | 25–21 | –     | 97–91   | Relatório |
| 15 jun | 12:00 | Irã            | 2–3    | Austrália      | 23–25 | 22–25 | 25–23 | 25–18 | 12–15 | 107–106 | Relatório |
| 15 jun | 13:00 | Argentina      | 3–1    | Bulgária       | 25–20 | 16–25 | 25–18 | 25–18 | –     | 91–81   | Relatório |
| 15 jun | 15:10 | Japão          | 3–0    | Alemanha       | 25–18 | 25–22 | 25–20 | –     | –     | 75–60   | Relatório |
| 15 jun | 16:30 | Itália         | 0–3    | Estados Unidos | 15–25 | 18–25 | 21–25 | –     | –     | 54–75   | Relatório |
| 15 jun | 18:00 | Canadá         | 0–3    | Polônia        | 22–25 | 23–25 | 19–25 | –     | –     | 64–75   | Relatório |
| 15 jun | 19:30 | Brasil         | 3–2    | Eslovênia      | 15–25 | 25–22 | 19–25 | 25–13 | 15–12 | 99–97   | Relatório |
| 15 jun | 21:00 | Países Baixos  | 3–2    | França         | 15–25 | 22–25 | 28–26 | 25–23 | 19–17 | 109–116 | Relatório |
| 16 jun | 10:00 | Argentina      | 1–3    | Rússia         | 19–25 | 23–25 | 25–21 | 19–25 | –     | 86–96   | Relatório |
| 16 jun | 12:00 | Sérvia         | 3–0    | Bulgária       | 25–20 | 25–17 | 25–17 | –     | –     | 75–54   | Relatório |
| 16 jun | 13:00 | Eslovênia      | 3–1    | Austrália      | 18–25 | 25–18 | 25–18 | 25–17 | –     | 93–78   | Relatório |
| 16 jun | 15:00 | Japão          | 0–3    | Polônia        | 14–25 | 18–25 | 19–25 | –     | –     | 51–75   | Relatório |
| 16 jun | 16:30 | Países Baixos  | 1–3    | Itália         | 19–25 | 23–25 | 25–23 | 21–25 | –     | 88–98   | Relatório |
| 16 jun | 18:00 | Canadá         | 3–0    | Alemanha       | 25–17 | 26–24 | 25–21 | –     | –     | 76–62   | Relatório |
| 16 jun | 19:30 | Estados Unidos | 1–3    | França         | 23–25 | 25–22 | 29–31 | 22–25 | –     | 99–103  | Relatório |
| 16 jun | 21:00 | Irã            | 1–3    | Brasil         | 19–25 | 25–23 | 19–25 | 21–25 | –     | 84–98   | Relatório |
| 17 jun | 10:00 | Argentina      | 3–0    | Sérvia         | 27–25 | 25–20 | 26–24 | –     | –     | 78–69   | Relatório |
| 17 jun | 12:00 | Bulgária       | 0–3    | Rússia         | 17–25 | 22–25 | 17–25 | –     | –     | 56–75   | Relatório |
| 17 jun | 13:00 | Japão          | 0–3    | Canadá         | 22–25 | 23–25 | 18–25 | –     | –     | 63–75   | Relatório |
| 17 jun | 15:00 | Austrália      | 0–3    | Brasil         | 17–25 | 22–25 | 12–25 | –     | –     | 51–75   | Relatório |
| 17 jun | 16:00 | Irã            | 1–3    | Eslovênia      | 25–14 | 20–25 | 19–25 | 30–32 | –     | 94–96   | Relatório |
| 17 jun | 18:00 | Países Baixos  | 2–3    | Estados Unidos | 25–21 | 17–25 | 25–23 | 15–25 | 13–15 | 95–109  | Relatório |
| 17 jun | 19:30 | França         | 2–3    | Itália         | 19–25 | 25–22 | 20–25 | 25–21 | 12–15 | 101–108 | Relatório |
| 17 jun | 21:05 | Alemanha       | 0–3    | Polônia        | 22–25 | 19–25 | 20–25 | –     | –     | 61–75   | Relatório |

### Semana 5
| Data   | Hora  |                | Placar |                | Set 1 | Set 2 | Set 3 | Set 4 | Set 5 | Total   | Relatório |
| ------ | ----- | -------------- | ------ | -------------- | ----- | ----- | ----- | ----- | ----- | ------- | --------- |
| 21 jun | 10:00 | Austrália      | 1–3    | Sérvia         | 16–25 | 13–25 | 25–19 | 15–25 | –     | 69–94   | Relatório |
| 21 jun | 12:00 | Japão          | 3–0    | Bulgária       | 25–23 | 25–18 | 25–14 | –     | –     | 75–55   | Relatório |
| 21 jun | 13:00 | França         | 3–0    | Irã            | 25–21 | 25–21 | 25–19 | –     | –     | 75–61   | Relatório |
| 21 jun | 15:00 | Canadá         | 3–0    | Países Baixos  | 25–16 | 25–16 | 25–19 | –     | –     | 75–51   | Relatório |
| 21 jun | 16:30 | Brasil         | 3–1    | Itália         | 25–19 | 32–30 | 22–25 | 25–20 | –     | 104–94  | Relatório |
| 21 jun | 18:00 | Eslovênia      | 3–2    | Estados Unidos | 28–30 | 25–19 | 21–25 | 28–26 | 15–13 | 117–113 | Relatório |
| 21 jun | 19:30 | Polônia        | 3–0    | Argentina      | 25–21 | 25–22 | 25–18 | –     | –     | 75–61   | Relatório |
| 21 jun | 21:30 | Alemanha       | 1–3    | Rússia         | 18–25 | 18–25 | 25–23 | 15–25 | –     | 76–98   | Relatório |
| 22 jun | 10:00 | Canadá         | 3–0    | Austrália      | 25–17 | 25–8  | 25–20 | –     | –     | 75–45   | Relatório |
| 22 jun | 12:00 | Sérvia         | 3–2    | Países Baixos  | 25–21 | 21–25 | 25–18 | 21–25 | 17–15 | 109–104 | Relatório |
| 22 jun | 13:00 | Bulgária       | 0–3    | Estados Unidos | 19–25 | 24–26 | 9–25  | –     | –     | 52–76   | Relatório |
| 22 jun | 15:10 | Irã            | 0–3    | Polônia        | 20–25 | 20–25 | 16–25 | –     | –     | 56–75   | Relatório |
| 22 jun | 16:00 | Japão          | 0–3    | Eslovênia      | 16–25 | 16–25 | 26–28 | –     | –     | 58–78   | Relatório |
| 22 jun | 18:00 | França         | 3–0    | Argentina      | 26–24 | 25–21 | 25–22 | –     | –     | 76–67   | Relatório |
| 22 jun | 19:30 | Brasil         | 3–0    | Alemanha       | 25–21 | 25–21 | 25–23 | –     | –     | 75–65   | Relatório |
| 22 jun | 21:00 | Rússia         | 3–2    | Itália         | 25–21 | 16–25 | 25–17 | 19–25 | 15–12 | 100–100 | Relatório |
| 23 jun | 10:00 | Austrália      | 0–3    | Países Baixos  | 23–25 | 19–25 | 19–25 | –     | –     | 61–75   | Relatório |
| 23 jun | 12:00 | Canadá         | 3–2    | Sérvia         | 17–25 | 21–25 | 25–17 | 25–20 | 17–15 | 105–102 | Relatório |
| 23 jun | 13:00 | Estados Unidos | 3–0    | Japão          | 25–21 | 25–23 | 25–20 | –     | –     | 75–64   | Relatório |
| 23 jun | 15:25 | França         | 3–2    | Polônia        | 25–22 | 21–25 | 22–25 | 25–20 | 15–11 | 108–103 | Relatório |
| 23 jun | 16:00 | Irã            | 1–3    | Argentina      | 31–33 | 23–25 | 32–30 | 18–25 | –     | 104–113 | Relatório |
| 23 jun | 18:25 | Eslovênia      | 3–0    | Bulgária       | 25–23 | 25–16 | 25–18 | –     | –     | 75–57   | Relatório |
| 23 jun | 19:30 | Itália         | 3–2    | Alemanha       | 25–12 | 24–26 | 25–22 | 21–25 | 15–13 | 110–98  | Relatório |
| 23 jun | 21:00 | Brasil         | 0–3    | Rússia         | 21–25 | 26–28 | 20–25 | –     | –     | 67–78   | Relatório |

## Fase final
- As partidas seguem o horário local (UTC+2).

### Final four
|  | Semifinais  | Semifinais |                |   | Final | Final |
|  |             |            |                |   |       |       |
|  | 26 de junho |            |                |   |       |       |
|  |             |            |                |   |       |       |
|  | Brasil      | 3          |                |   |       |       |
|  | Brasil      | 3          | 27 de junho    |   |       |       |
|  | França      | 0          |                |   |       |       |
|  | França      | 0          | Brasil         | 3 |       |       |
|  | 26 de junho |            | Brasil         | 3 |       |       |
|  |             | Polônia    | 1              |   |       |       |
|  | Polônia     | Polônia    | 1              | 3 |       |       |
|  | Polônia     |            |                | 3 |       |       |
|  | Eslovênia   | 0          |                |   |       |       |
|  | Eslovênia   | 0          | Terceiro lugar |   |       |       |
|  |             |            |                |   |       |       |
|  | 27 de junho |            |                |   |       |       |
|  |             |            |                |   |       |       |
|  | França      | 3          |                |   |       |       |
|  | França      | 3          |                |   |       |       |
|  | Eslovênia   | 0          |                |   |       |       |

Semifinais
| Data   | Hora  |         | Placar |           | Set 1 | Set 2 | Set 3 | Set 4 | Set 5 | Total | Relatório |
| ------ | ----- | ------- | ------ | --------- | ----- | ----- | ----- | ----- | ----- | ----- | --------- |
| 26 jun | 11:30 | Brasil  | 3–0    | França    | 25–20 | 25–18 | 25–19 | –     | –     | 75–57 | Relatório |
| 26 jun | 15:00 | Polônia | 3–0    | Eslovênia | 25–22 | 25–21 | 25–23 | –     | –     | 75–66 | Relatório |

Terceiro lugar
| Data   | Hora  |        | Placar |           | Set 1 | Set 2 | Set 3 | Set 4 | Set 5 | Total | Relatório |
| ------ | ----- | ------ | ------ | --------- | ----- | ----- | ----- | ----- | ----- | ----- | --------- |
| 27 jun | 11:30 | França | 3–0    | Eslovênia | 25–20 | 25–18 | 25–19 | –     | –     | 75–57 | Relatório |

Final
| Data   | Hora  |        | Placar |         | Set 1 | Set 2 | Set 3 | Set 4 | Set 5 | Total | Relatório |
| ------ | ----- | ------ | ------ | ------- | ----- | ----- | ----- | ----- | ----- | ----- | --------- |
| 27 jun | 15:00 | Brasil | 3–1    | Polônia | 22–25 | 25–23 | 25–16 | 25–14 | –     | 97–78 | Relatório |

## Classificação final
| Campeão | Vice-campeão | Terceiro lugar |
| Brasil Bruno Rezende · João Rafael Ferreira · Maurício Borges · Fernando Kreling · Wallace de Souza · Yoandy Leal · Gabriel Vaccari · Isac Santos · Maurício Souza · Douglas Souza · Maique Nascimento · Lucas Saatkamp · Thales Hoss · Ricardo Lucarelli · Alan Souza · Flávio Gualberto | Polônia Piotr Nowakowski · Maciej Muzaj · Marcin Komenda · Łukasz Kaczmarek · Bartosz Kurek · Wilfredo León · Damian Wojtaszek · Fabian Drzyzga · Grzegorz Łomacz · Michał Kubiak · Aleksander Śliwka · Jakub Kochanowski · Kamil Semeniuk · Paweł Zatorski · Mateusz Bieniek · Tomasz Fornal · Bartosz Bednorz · Karol Kłos · Norbert Huber | França Barthélémy Chinenyeze · Jenia Grebennikov · Jean Patry · Benjamin Toniutti · Kévin Tillie · Julien Lyneel · Earvin N'Gapeth · Antoine Brizard · Stéphen Boyer · Nicolas Le Goff · Daryl Bultor · Trévor Clévenot · Thibault Rossard · Yacine Louati · Benjamin Diez · Théo Faure · Léo Meyer · Moussé Gueye |

| 4  | Eslovênia      |
| 5  | Rússia         |
| 6  | Sérvia         |
| 7  | Estados Unidos |
| 8  | Canadá         |
| 9  | Argentina      |
| 10 | Itália         |
| 11 | Japão          |
| 12 | Irã            |
| 13 | Alemanha       |
| 14 | Países Baixos  |
| 15 | Bulgária       |
| 16 | Austrália      |

Fonte: Volleyball World

## Prêmios individuais
A seleção do campeonato foi composta pelos seguintes jogadores:
- MVP (Most Valuable Player):  Wallace de Souza e  Bartosz Kurek